# Linia kolejowa Großenhain – Priestewitz
Linia kolejowa Großenhain – Priestewitz – jednotorowa i zelektryfikowana linia kolejowa w Niemczech, w kraju związkowym Saksonia. Przebiega z Großenhain do Priestewitz i jest częścią połączenia Chociebuż - Drezno.